# Chaponnay
Chaponnay és un municipi francès situat al departament del Roine i a la regió d'Alvèrnia-Roine-Alps. L'any 2007 tenia 3.519 habitants.

## Demografia

### Població
El 2007 la població de fet de Chaponnay era de 3.519 persones. Hi havia 1.296 famílies de les quals 230 eren unipersonals (84 homes vivint sols i 146 dones vivint soles), 424 parelles sense fills, 535 parelles amb fills i 107 famílies monoparentals amb fills.
La població ha evolucionat segons el següent gràfic:
Habitants censats

### Habitatges
El 2007 hi havia 1.370 habitatges, 1.298 eren l'habitatge principal de la família, 18 eren segones residències i 53 estaven desocupats. 1.168 eren cases i 183 eren apartaments. Dels 1.298 habitatges principals, 1.048 estaven ocupats pels seus propietaris, 209 estaven llogats i ocupats pels llogaters i 41 estaven cedits a títol gratuït; 13 tenien una cambra, 69 en tenien dues, 152 en tenien tres, 277 en tenien quatre i 788 en tenien cinc o més. 1.112 habitatges disposaven pel capbaix d'una plaça de pàrquing. A 448 habitatges hi havia un automòbil i a 782 n'hi havia dos o més.

### Piràmide de població
La piràmide de població per edats i sexe el 2009 era:
| Homes | Edats   | Dones |
| ----- | ------- | ----- |
| 0     | 95 o +  | 4     |
| 0     | 90 a 94 | 8     |
| 24    | 85 a 89 | 24    |
| 0     | 80 a 84 | 20    |
| 16    | 75 a 79 | 48    |
| 32    | 70 a 74 | 44    |
| 44    | 65 a 69 | 64    |
| 92    | 60 a 64 | 60    |
| 104   | 55 a 59 | 100   |
| 156   | 50 a 54 | 160   |
| 148   | 45 a 49 | 144   |
| 124   | 40 a 44 | 116   |
| 164   | 35 a 39 | 160   |
| 80    | 30 a 34 | 104   |
| 84    | 25 a 29 | 68    |
| 120   | 20 a 24 | 88    |
| 104   | 15 a 19 | 132   |
| 132   | 10 a 14 | 116   |
| 152   | 5 a 9   | 96    |
| 96    | 0 a 4   | 88    |

## Economia
El 2007 la població en edat de treballar era de 2.328 persones, 1.697 eren actives i 631 eren inactives. De les 1.697 persones actives 1.578 estaven ocupades (821 homes i 757 dones) i 119 estaven aturades (54 homes i 65 dones). De les 631 persones inactives 232 estaven jubilades, 239 estaven estudiant i 160 estaven classificades com a «altres inactius».

### Ingressos
El 2009 a Chaponnay hi havia 1.338 unitats fiscals que integraven 3.606 persones, la mediana anual d'ingressos fiscals per persona era de 25.376 €.

### Activitats econòmiques
Dels 282 establiments que hi havia el 2007, 1 era d'una empresa extractiva, 4 d'empreses alimentàries, 4 d'empreses de fabricació de material elèctric, 1 d'una empresa de fabricació d'elements pel transport, 21 d'empreses de fabricació d'altres productes industrials, 29 d'empreses de construcció, 71 d'empreses de comerç i reparació d'automòbils, 15 d'empreses de transport, 9 d'empreses d'hostatgeria i restauració, 7 d'empreses d'informació i comunicació, 18 d'empreses financeres, 22 d'empreses immobiliàries, 45 d'empreses de serveis, 23 d'entitats de l'administració pública i 12 d'empreses classificades com a «altres activitats de serveis».
Dels 55 establiments de servei als particulars que hi havia el 2009, 1 era una oficina de correu, 1 una oficina bancària, 10 tallers de reparació d'automòbils i de material agrícola, 1 autoescola, 2 paletes, 3 guixaires pintors, 5 fusteries, 7 lampisteries, 5 electricistes, 1 empresa de construcció, 5 perruqueries, 1 veterinari, 5 restaurants, 5 agències immobiliàries, 1 tintoreria i 2 salons de bellesa.
Dels 11 establiments comercials que hi havia el 2009, 1 era un supermercat, 1 una gran superfície de material de bricolatge, 1 una botiga de més de 120 m², 1 una botiga de menys de 120 m², 2 fleques, 1 una carnisseria, 2 botigues de roba, 1 una botiga de material de revestiment de parets i terra i 1 un drogueria.
L'any 2000 a Chaponnay hi havia 24 explotacions agrícoles que ocupaven un total de 693 hectàrees.

## Equipaments sanitaris i escolars
L'únic equipament sanitari que hi havia el 2009 era una farmàcia.
El 2009 hi havia 1 escola maternal i 1 escola elemental. Chaponnay disposava d'un col·legi d'educació secundària amb 522 alumnes.

## Poblacions més properes
El següent diagrama mostra les poblacions més properes.